# Team Novo Nordisk
Team Novo Nordisk (UCI kód: TNN) je americký cyklistický UCI ProTeam, jenž vznikl v roce 2008. Generálním manažerem týmu je Vassili Davidenko. Titulárním sponzorem týmu je dánská mezinárodní farmaceutická společnost Novo Nordisk.
Team Novo Nordisk je prvním profesionálním cyklistickým týmem sestaveným pouze ze závodníků s diabetem I. typu. Všichni závodníci a několik členů personálu žije s diabetem.

## Soupiska týmu
K 1. lednu 2024
- Hamish Beadle (NZL) (* 2. dubna 1998)
- Sam Brand (GBR) (* 27. února 1991)
- Stephen Clancy (IRL) (* 19. července 1992)
- Lucas Dauge (FRA) (* 28. prosince 1996)
- Quinten De Graeve (BEL) (* 24. ledna 2000)
- Gerd de Keijzer (NED) (* 18. ledna 1994)
- Jan Dunnewind (NED) (* 8. července 1998)
- Declan Irvine (AUS) (* 11. března 1999)
- Matyáš Kopecký (CZE) (* 19. ledna 2003)
- Pétér Kusztor (HUN) (* 27. prosince 1984)
- David Lozano (ESP) (* 21. prosince 1988)
- Doriand Percrule (FRA) (* 21. května 1999)
- Andrea Peron (ITA) (* 28. října 1988)
- Alessandro Perracchione (ITA) (* 9. února 2005)
- Logan Phippen (USA) (* 10. května 1992)
- Charles Planet (FRA)  (* 30. října 1993)
- Antonio Polga (ITA) (* 26. března 1999)
- Umberto Poli (ITA) (* 27. srpna 1996)
- Filippo Ridolfo (ITA) (* 8. listopadu 2001)
- Nathan Smith (GBR) (* 27. srpna 2000)

## Vítězství na národních šampionátech
2021
 Finský silniční závod, Joonas Henttala